# Focke Tannen Hinrichs
Focke Tannen Hinrichs (* 16. September 1928 in Hude; † 2. August 2010) war ein deutscher Historiker und Oberstudienrat.

## Leben
Hinrichs studierte Alte Geschichte an der Universität Heidelberg u. a. bei Hans Schaefer. Er wurde 1958 mit einer Arbeit über die Ansiedlungsgesetze und Landanweisungen im letzten Jahrhundert der römischen Republik an seiner alma mater promoviert und habilitierte 1973 mit einer Arbeit über Die Geschichte der gromatischen Institutionen. Untersuchungen zu Landverteilung, Landvermessung, Bodenverwaltung und Bodenrecht im römischen Reich. Hinrichs’ Habilitationsschrift wurde von historischer Seite (Hartmut Galsterer, Oswald A. W. Dilke) kritisiert. Neben seiner Tätigkeit im Schuldienst war er auch wissenschaftlich tätig und veröffentlichte zahlreiche Werke, unter anderem zu Forschungen zum römischen Recht. Am Mariengymnasium Jever unterrichtete er über Jahrzehnte die Fächer Latein, Griechisch und Geschichte. Im Jahr 1991 trat er schließlich in den Ruhestand.
Reinhard Mehring weist in seiner Biographie über Carl Schmitt darauf hin, dass dessen Nomos-Überlegungen maßgeblich von Hinrichs angeregt worden sein könnten, da dieser Schmitt Ende 1953, also noch während seiner Studienzeit, umfangreiche begriffsgeschichtliche Ausführungen schickte und in Folge rege mit dem Staatsrechtler korrespondierte.

## Veröffentlichungen (Auswahl)
- Die Geschichte der gromatischen Institutionen : Untersuchungen zu Landverteilung, Landvermessung, Bodenverwaltung u. Bodenrecht im röm. Reich, Wiesbaden : Steiner, 1974, ISBN 3-515-01825-5
- Duck, Arthur ; Hinrichs, Focke Tannen [Hrsg.]: Über Gebrauch und Geltung des ius civile der Römer in den Staaten der christlichen Fürsten / Arthur Duck. Übers., Einl. und Anh. (Namenverz. mit biogr. Angaben), Göttingen : Wallstein-Verl., 1993, ISBN 3-89244-058-1